# 玛丽·特朗普
玛丽·利娅·特朗普（英語：Mary Lea Trump，1965年5月3日—）是一名美国心理学家和作家。她是第45任美国总统唐纳德·特朗普的侄女，曾批評他以及唐纳德·特朗普家族的其他成員。她在2020年出版了一本关于他和家族的書籍《永不满足：我的家族如何制造出了世界上最危险的人》，在出版當天就賣出了近百萬本。

## 早年與生涯
玛丽·特朗普出生於1965年5月，她的母親是空中服務員Linda Lee Clapp，父亲是環球航空的飛行員小弗雷德·特朗普。她有一名哥哥弗雷德·特朗普三世（Frederick Trump III）。小弗雷德與其父弗雷德·特朗普以及弟弟唐纳德·特朗普關係不睦，對家族產業也不感興趣，從而在环球航空擔任一名飞行员。
1983年，瑪麗毕业于埃塞尔·沃克学校。她後來在塔夫茨大学學習英语文学，並在哥伦比亚大学獲得英语文学硕士学位，研究課題是美國作家威廉·福克纳。2010年，她在艾德菲大學获得临床心理学博士学位。 
玛丽的祖父弗雷德·特朗普於1999年死于阿尔茨海默病後，玛丽對遺產分配不滿，認為自己與兄長的遺產份額被剝奪，於是与當勞·特朗普进行激烈的财产斗争。
2002年，哥伦比亚大学出版社出版了瑪麗的作品《诊断：精神分裂症》（Diagnosis: Schizophrenia）。 她曾教授过有關心理学的研究生课程。 她是生活教练公司The Trump Coaching Group的创始人兼首席执行官，并且他在美國東北部还经营着许多小型企业。

## 個人生活
玛丽在16歲時，她的父親小弗雷德·特朗普於1981年9月26日死于因酗酒引起的心脏病，享年42歲。
瑪麗是一名女同性戀者。在《永不滿足：我的家族如何製造出了世界上最危險的人》一書中，她說她整個家族對同性戀恐懼和偏執，使她多年來一直不敢公開同性戀，因為擔心會被斷絕關係和剝奪繼承權。瑪麗講述了她的祖母瑪麗·安妮·麥克勞德·特朗普經常把艾爾頓·約翰稱為「男同性變態」，瑪麗決定不出櫃，也不告訴她和整個特朗普直系親屬。她曾經和一名女子结婚，并養育一个女儿。她後來离婚，并与女儿Avary一起住在紐約州的長島，而她的女兒Avary是透過與精子捐贈者的體外受精懷上的。
在2016年美國总统大选時，她支持希拉里·克林顿。